# 冷卻曲線

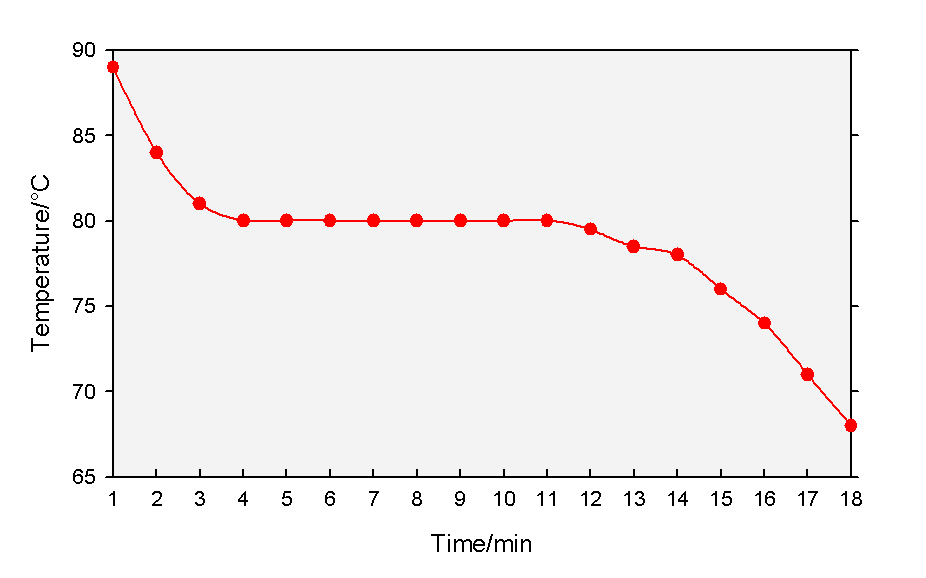
萘從液體到固體的冷卻曲線

冷卻曲線（cooling curve）是表示物质相變化的曲線，一般是由液態到固態或是從氣態到固態。其自變量（X軸）是時間，應變量（Y軸）是溫度，以下是一個鑄造中用到的冷卻曲線。
冷卻曲線的啟始點是物質一開始時的溫度，圖中稱為是pouring temperature。當相態改變時，即為thermal arrest（熱穩定），是一段溫度恆定不變化的區間。其原因是這段期間內，物體中的内能比其冷卻終點的内能要高，而相變化的能量差稱為 latent heat（潛熱）。cooling rate（冷卻率）是冷卻曲線中的斜率。